# Olga Sabelinskaja
Olga Sabelinskaja (russisk: Ольга Сергеевна Забелинская tr. Olga Sergejevna Sabelinskaja ; født 10. maj 1980 i Leningrad) er en russisk cykelrytter. Hun vandt bronze i landevejsløb og Enkeltstart i Sommer-OL 2012.
Hun har vært professionel siden 2001, og er datter af Sergej Sukhorutjenkov, som vandt OL-guld i cykling i Sommer-OL 1980.